# Coregonus bavaricus
Coregonus bavaricus (сиг баварський, кільх озера Амерзее) — вид лососевих риб роду сиг (Coregonus). Вид поширений у Німеччині, він є ендеміком озера Аммерзе в Баварії.

## Опис
Риба сягає 241—245 мм завдовжки.

## Спосіб життя
Мешкає на глибині 60-85 м. Нереститься в червні-липні, як правило, між 15 червня і 15 липня.

## Збереження
Риба має статус МСОП як Вид на межі зникнення, ареал виду має площу менше 10 км². З 1951 по 2003 рік впіймано лише 3 особини. Основною загрозою для виду є евтрофікація, викликана забрудненням з внутрішніх джерел. Озеро є ще мезотрофним.